# Московські красуні
«Московські красуні» (рос. «Московские красавицы») — радянський художній фільм 1991 року режисера Наума Ардашникова.

## Сюжет
Маша Малініна, студентка педінституту, стає учасницею одного з перших конкурсів краси в СРСР. Тут з нею знайомиться журналіст Сергій Каюмов, що веде журналістське розслідування. На його прохання вона погоджується на пропозицію знятися в рекламі від якоїсь фірми-спонсора конкурсу.
Прийшовши на фірму вона бачить, що тут ведеться еротична зйомка, в якій знімається і її подруга Ольга, теж конкурсантка. Маша розповідає про це Сергію, який все ж наполягає, щоб вона попрацювала там. Сергій сходиться з Ольгою, і на питання, чи правда що на фірмі знімають порнографію дізнається, що ця фірма поставляє за валюту дівчаток фірмачам, яких дівчата обслуговують на знятих квартирах, а фотографії дівчат в рекламі — це реклама їх самих, як фотокаталог для клієнтів. Сергія, який вийшов на керівників фірми, вбивають.
На конкурсі Маша навіть не виходить у фінал, а переможницею стає Ольга. Машу спонсор конкурсу привозить на шикарну квартиру, де говорить, що це її квартира, і вона буде тут приймати чоловіків, яких він буде надсилати і які дуже добре за це платять. Маша намагається піти, але її заводять в спальню, де гвалтують. Через місяць з цієї самої квартири Маша дзвонить додому, кажучи, що з нею все гаразд.

## У ролях
- Ірина Кулевська —  Маша Малініна
- Віктор Рижаков —  Сергій Каюмов, журналіст
- Ірина Рябцева —  Ольга Смирнова, подруга Марії, учасниця конкурсу краси
- Тетяна Рудіна —  Алла, подруга Марії
- Стен Якобсен —  Стен, закордонний гість Алли
- Ніна Корнієнко —  мати Марії
- Людмила Антонюк —  бабуся Марії
- Борис Іванов —  Тимур Сергійович, представник фірми
- Нодар Мгалоблішвілі —  Микола Олександрович, господар фірми
- Вадим Долгачов —  Степан, підручний Миколи Олександровича
- Зоя Лірова —  куратор конкурсу
- Едуард Крастошевський —  режисер
- Фелікс Арутюнов —  Фелікс, хореограф
- Андрій Гриневич —  Андрій, оператор
- Дмитро Крилов — камео
- Ілля Рєзнік — жюрі
- Валентин Юдашкін — жюрі
- Ірина Безрукова — учасниця конкурсу краси
- Маргарита Третьякова — учасниця конкурсу краси
- Наталія Пирогова — учасниця конкурсу краси
- Ольга Султанович — учасниця конкурсу краси
- Юлія Судзилович — учасниця конкурсу краси

## Знімальна група
- Режисер — Наум Ардашников
- Сценарист — Олексій Глазков
- Оператор — Ігор Бек
- Композитор — Вардан Єрицян
- Художник — Леван Лазішвілі
- Продюсер — Марк Рудінштейн